# Abraham Stanyan

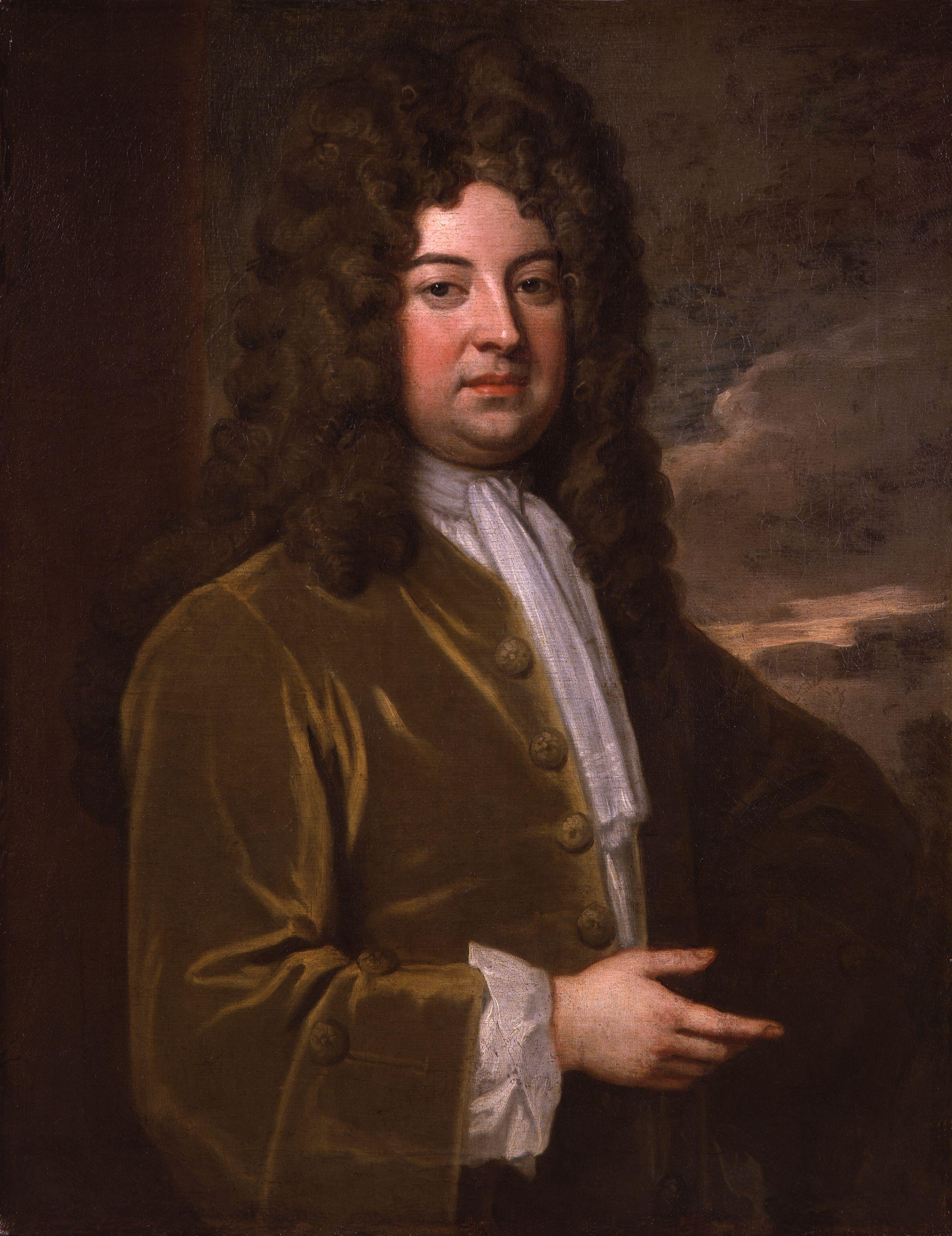
Abraham Stanyan, Porträt gemalt von Godfrey Kneller (ca. 1710/11)

Abraham Stanyan (* 1669 in Monken Hadley, Middlesex (heute London Borough of Barnet); † 11. September 1732 in Buckingham) war ein englischer bzw. britischer Diplomat und Politiker. Er war Abgesandter in der Eidgenossenschaft, Botschafter im Erzherzogtum Österreich und im Osmanischen Reich sowie Abgeordneter des House of Commons.

## Biografie
Er war der älteste Sohn des Händlers und Grundbesitzers Lawrence Stanyan sowie von Dorothy Knapp; der Historiker und Autor Temple Stanyan war einer seiner jüngeren Brüder. Nachdem er im Middle Temple studiert hatte, war Stanyan als Sekretär im diplomatischen Dienst; zunächst unter William Trumbull im Osmanischen Reich (1690/91), später unter dem Earl of Manchester in der Republik Venedig (1697/98) und in Frankreich (1699/1700). Zwischen diesen Ernennungen war er leitender Sekretär (clerk) des Privy Council. Von 1705 bis 1710 war Stanyan Abgesandter der britischen Monarchie in der Eidgenossenschaft und lebte während dieser Zeit in Bern. Er sollte der Tätigkeit des französischen Ambassadors während des Spanischen Erbfolgekriegs entgegenwirken. Nach dem Tod von Marie de Nemours, der Regentin des Fürstentums Neuchâtel, half er im Jahr 1707 den Erbgang an Frankreich zu verhindern, sodass das Territorium stattdessen an Preußen überging. Er heiratete Anna Katharina Bondeli aus dem Berner Patriziergeschlecht der Bondeli. Über seine Zeit in der Eidgenossenschaft und in den Drei Bünden veröffentlichte er 1714 die Schrift An Account of Switzerland.
Stanyan war Mitglied des Kit-Cat Club und der Whigs. 1715 wurde er als Abgeordneter der Stadt Buckingham ins House of Commons gewählt, gab sein Mandat aber bereits zwei Jahre später auf. Hauptgrund dafür war seine Ernennung zum Botschafter in Wien, wo er in den Jahren 1715 und 1716 weilte. Von 1718 bis 1730 vertrat er die britischen Interessen in Konstantinopel. Ein großer Teil seiner Arbeit bestand aus Vermittlerdiensten zwischen den Habsburgern und den Ottomanen. Sein Nachfolger dort, Lord Kinnoull, beschrieb ihn als „einen wohlerzogenen, gefälligen Gentleman von trägem Temperament ... dessen Leben [in Konstantinopel] ... auf einem Sofa mit den Frauen stattfand“.

## Werke
- An Account of Switzerland, London, 1714.